# Dinamarca en los Juegos Olímpicos de Sídney 2000
Dinamarca estuvo representada en los Juegos Olímpicos de Sídney 2000 por un total de 97 deportistas que compitieron en 16 deportes.  
El portador de la bandera en la ceremonia de apertura fue el regatista Jesper Bank.

## Medallistas
El equipo olímpico danés obtuvo las siguientes medallas:
| Nombre                                                    | Deporte   | Competición                        |
| --------------------------------------------------------- | --------- | ---------------------------------- |
| Oro                                                       |           |                                    |
| Equipo                                                    | Balonmano | Torneo F                           |
| Henrik Blakskjær Thomas Jacobsen Jesper Bank              | Vela      | Soling M                           |
| Plata                                                     |           |                                    |
| Wilson Kipketer                                           | Atletismo | 800 m M                            |
| Camilla Martin                                            | Bádminton | Individual F                       |
| Torben Grimmel                                            | Tiro      | Rifle 50 m M                       |
| Bronce                                                    |           |                                    |
| Thomas Ebert Søren Madsen Eskild Ebbesen Victor Feddersen | Remo      | Cuatro sin timonel ligero (LM4-) M |